# エフエムいみず
株式会社エフエムいみずは、富山県射水市の全域を放送区域として超短波放送（FM放送）を行っている特定地上基幹放送事業者。2007年（平成19年）4月開局。会社名と同一の愛称でコミュニティ放送を行っている。

## 概要
富山県で5番目に開局したコミュニティ放送局で、富山県の地方紙である北日本新聞系列。番組表は同紙のみで掲載されている。
周波数79.3MHz、出力20W。放送地域は射水市全域と高岡市のほぼ全域、富山市、砺波市、氷見市の各市の一部である。
自社制作番組以外はJ-WAVEの番組が放送される一方、ミュージックバードの番組をネットしていない。
県内のコミュニティ放送局では唯一サイマル配信は行っていないが、一部の番組ではネット配信（YouTube・ポッドキャスト配信）が行われている。なお、エフエムいみずが制作に参加し9月1日（防災の日）以降に放送される富山県の民放ラジオ局との防災特別番組では、北日本放送（KNBラジオ）、富山エフエム放送（FMとやま）を通じてradikoで配信される（FMとやまにおいてはAuDeeでも配信）。
2024年（令和6年）11月1日に富山情報ビジネス専門学校内に移転した。

## 歴史
- 2007年（平成19年）
  - 2月28日 株式会社エフエムいみず設立。
  - 3月20日 放送局（現在の特定地上基幹放送局）の予備免許を取得。
  - 4月1日 試験放送を開始。
  - 4月24日 放送局の免許を取得。
  - 4月25日 本放送を開始し開局[2]。
- 2024年（令和6年）
  - 8月5日 - 太閤山ショッピングセンターパスコ（7月末に閉店）の建て替えに伴う移転の為、同日から10月31日まで放送休止[1]。
  - 11月1日 - 富山情報ビジネス専門学校へ演奏所移転[3]。

## 主な番組
現在の番組の詳細は、公式サイトの番組表を参照。
- ラジオタウンいみず（月曜 - 金曜 7:00 - 8:00）
  - 富山県からのお知らせ（月曜 7:45 - 7:50）
  - 射水市情報ポケット（月曜 - 水曜 8:00 - 8:15）
- 相本商店 射水店（月曜 11:30 - 14:00）
- エフエム793（月曜 - 木曜 16:30 - 17:45）
- 1ヶ月de名盤（月曜 16:45 - 17:00 / 木曜 8:30 - 9:00）
- 矢郷良明のラジオ・コブラツイスト（土曜 17:15 - 19:00）
- いみずトーキングFMコミュニティ（金曜 19:00 - 20:00、再放送：土曜 17:00 - 18:00）

## 主なパーソナリティ
- 相本芳彦
- 柴田茂樹
- 矢郷良明